# Isichthys
Genre
Isichthys est un genre de poissons de la famille des Mormyridés. Ce genre se rencontre en Afrique.

## Liste des espèces
Selon FishBase (28 mai 2015):
- Isichthys henryi Gill, 1863